# Xizicus sergeji
Xizicus sergeji är en insektsart som först beskrevs av Andrej Vasiljevitj Gorochov 1998.  Xizicus sergeji ingår i släktet Xizicus och familjen vårtbitare. Inga underarter finns listade i Catalogue of Life.